# Живий ланцюг
«Живи́й ланцю́г» — символічна акція єднання, яку проводять великі гурти людей, узявшись за руки в різних країнах.

## «Балтійський шлях»
«Балтійський шлях» — масова акція, проведена в балтійських республіках СРСР 23 серпня 1989, коли близько двох мільйонів громадян цих республік, тримаючись за руки, утворили між Таллінном, Ригою та Вільнюсом «живий ланцюг» завдовжки майже 600 км. Це був мирний протест проти наслідків «пакту Молотова—Ріббентропа», укладеного того дня докладно за 50 років перед тим, — розділу Європи й радянської окупації Балтійських країн. Учасники акції ставили за мету привернути увагу світової спільноти до тих історичних подій і до боротьби балтійських народів за подолання їх наслідків.

## «Українська хвиля»

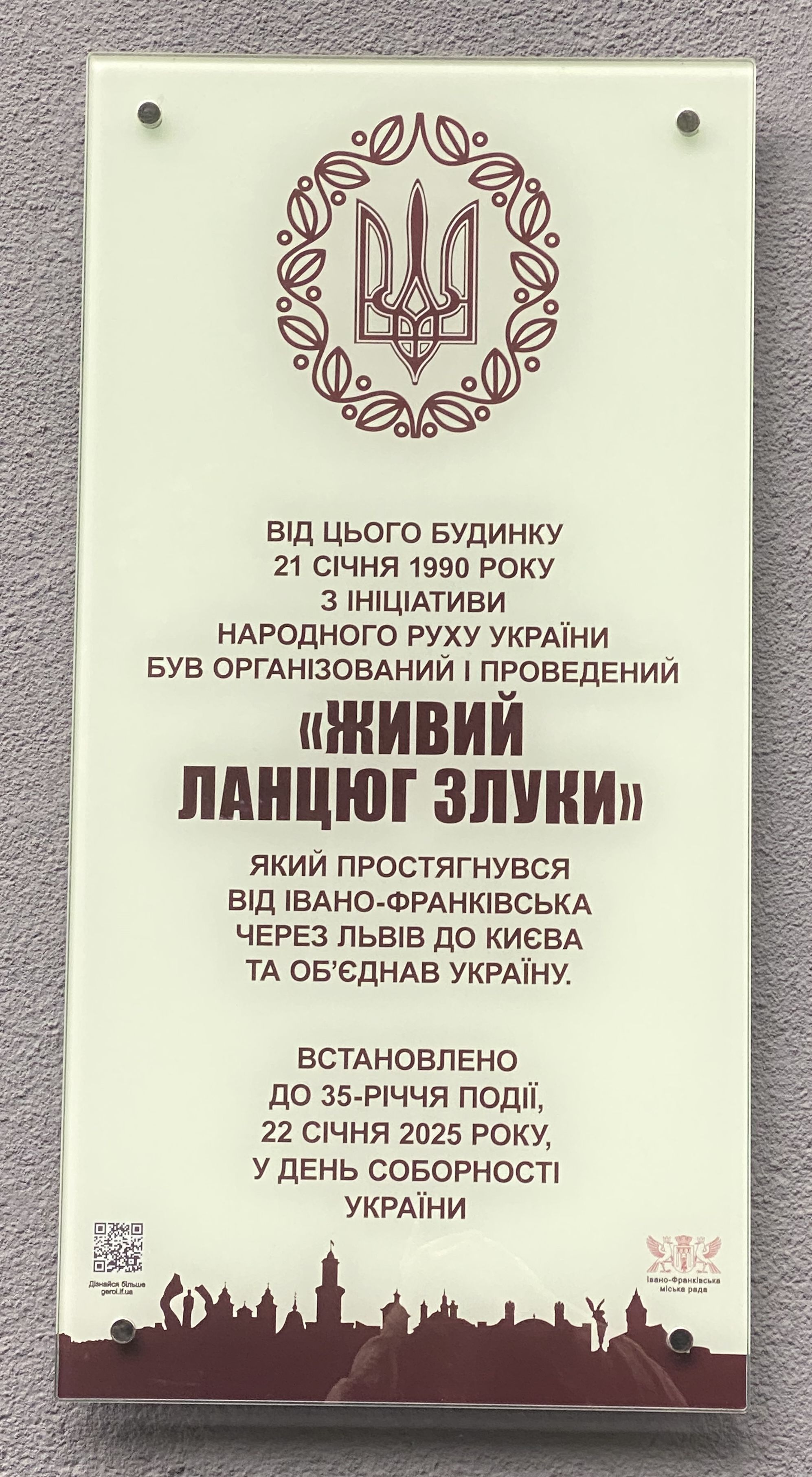
Меморіальна дошка Живого Ланцюга Злуки

В Україні найбільший «живий ланцюг» («Українська хвиля») відбувся у неділю 21 січня 1990 року, коли мільйони людей взялися за руки, з'єднавши Івано-Франківськ (через Львів) і Київ у день 71-річчя Злуки УНР і ЗУНР. Він був одним із наймасштабніших у світовій історії та став масштабним кроком до здобуття незалежності Україною. Довжина ланцюга перевищувала 770 км. За взірець його організатори мали «Балтійський шлях».
Акцію «Українська хвиля» організував Народний Рух України. Ініціатором і співорганізатором акції був член Секретаріату НРУ Михайло Горинь. Приготування до акції почалось у вересні 1989 року. Організатори від різних областей збиралися на наради щомісяця (або й раз на два тижні) у Рівному.
Після проведення ланцюга 21 січня 1990 року в переддень свята Злуки в Києві на Софійському майдані, в Івано-Франківську на Вічевому майдані й у Львові біля пам'ятника Іванові Франкові відбулися мітинги-молебні.

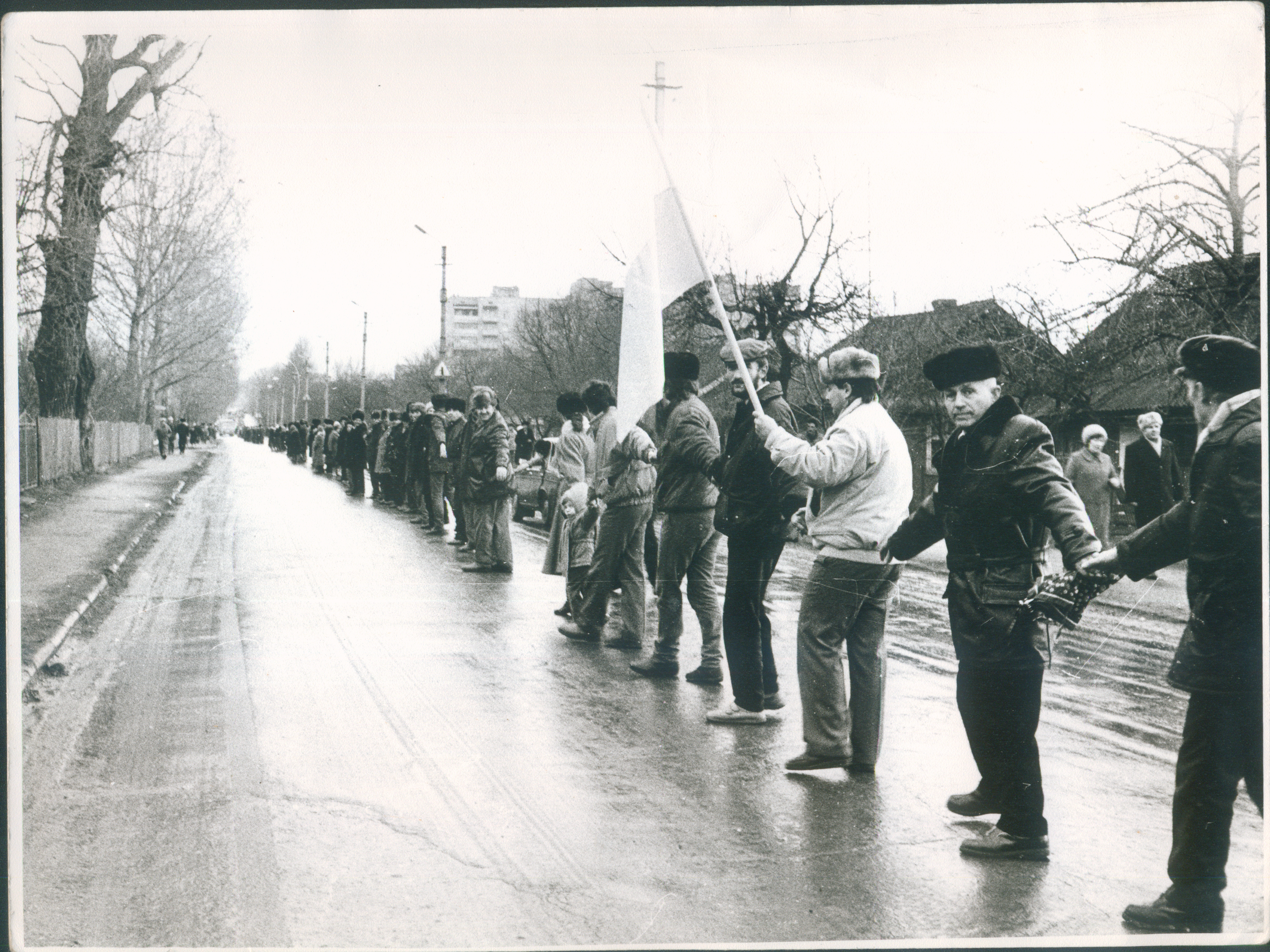
Формування ланцюга в Калуші на вулиці Грушевського

Попри нав'язуваний комуністичними засобами масової інформації штамп «Львів—Київ» у назві ланцюга, той був на 170 кілометрів довшим: починався в Івано-Франківську від Центрального народного дому (колишньої резиденції парламенту ЗУНРу і місця ратифікації Акту Злуки Українською Національною Радою ЗУНР), пролягав через Стрий (звідси йшло відгалуження на Закарпаття), Львів, Тернопіль, Рівне, Житомир до Києва. Початок ланцюга в Івано-Франківську зумовлений тією обставиною, що саме Івано-Франківськ (тодішній Станиславів) у 1919 році був столицею ЗУНР. У ланцюзі взяли участь, за офіційними даними (КПРС), близько 450 тисяч чоловік (за неофіційними оцінками — від 1 до 5 мільйонів).
Щільність «ланцюга» була неоднорідною — від 5-10 рядів у середмісті Львова до інтервалу в десятки метрів у деяких районах Київщини та Житомирщини. Передбачаючи таку ситуацію, штаб акції скеровував у такі місця автобуси з активістами зі Львова й Івано-Франківщини. Фінансування акції не склало для її організаторів надзвичайних проблем завдяки ентузіазму активістів: пальне для автотранспорту учасники акції забезпечували власним коштом, представники медичної служби працювали на волонтерських засадах тощо.

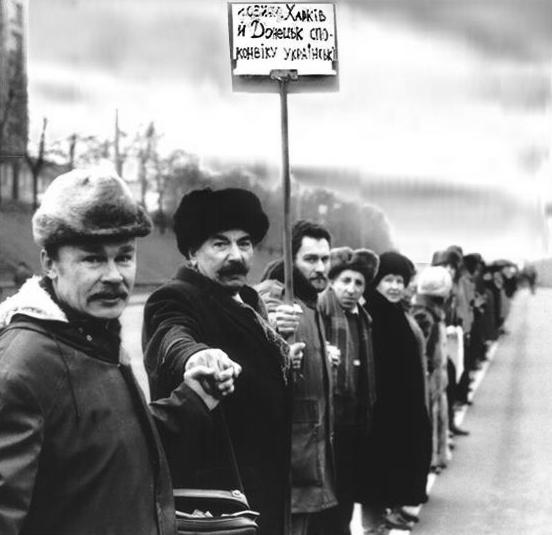
Донеччани у «живому ланцюзі» 21 січня 1990 р.

Також 21 січня 1990 року акція на підтримку «Живого ланцюга» відбулась у Харкові біля пам'ятника Тарасові Шевченку, де активісти вишикувались у ланцюг вздовж вулиці Сумської. У акції, організованій харківським осередком Народного Руху України, взяла участь, попри великий мороз, близько 100 осіб. За свідченням учасниці акції Наталії Зубар, міліція не чинила перешкод проведенню акції.
Олесь Доній, політолог, керівник Центру досліджень політичних цінностей:
| «...Й навряд керівники підприємств та інституцій готові виділити транспорт, навіть за заплановані кошти, для поїздки в той чи інший район по трасі Львів-Київ – аби не перервати ланцюга. Тоді, 1990-го, вони робили це на власний страх і ризик. Тоді на Ланцюг вирушали цілими родинами та колективами, власними автомобілями чи організованими групами. Словом, справжніми та нерозривними “ланками”. Мені й досі не до кінця зрозуміло, хто ж насправді координував цю неперервність живого ланцюга на трасі завдовжки в понад півтисячі кілометрів. Можливо, саме тому цього дня, 22 січня 1990 року, чимало з нас остаточно повірили в реальність змін. Повірили в диво. Сьогодні в диво не вірить уже ніхто. А от чи можливо знову сплести “живий ланцюг” між Львовом і Києвом? Тоді цей міст єдності мав символічне значення. Тоді об’єдналися демократичні сили для виборення незалежності. Тоді долучалися студентські організації – “це був єдиний порив”. Для мене – це світлий спогад тих часів. Патріотизм людей не зменшився. Якби нині організовували такий ланцюг – люди, безперечно, вийшли б. Я сам готовий прийти на будь-яку частину ланцюга. |
Щороку в День соборності України 22 січня люди в багатьох містах України створюють невеликі кількатисячні живі ланцюги як символ єднання української нації.

## Живий ланцюг у 2013 році
У 2013 році, 29 листопада, у день саміту у Вільнюсі на честь підписання договору між Європою та Україною 11 молодих людей вирішили створити ще один ланцюг єдності, який мав би проходити від Києва до Польщі. Маршрут відбувся від Києва через Житомир, Рівне, Львів, Шегині, через кордон і до польського прикордонного пункту Медика. На акцію вийшло близько 300 тисяч людей різного віку. Найактивнішою виявилась Львівська та Рівненська область. Організаторами живого ланцюга стали група молодих людей (переважно студенти), які без жодної фінансової підтримки забезпечили людьми усі проблемні ділянки між населеними пунктами.

## Галерея

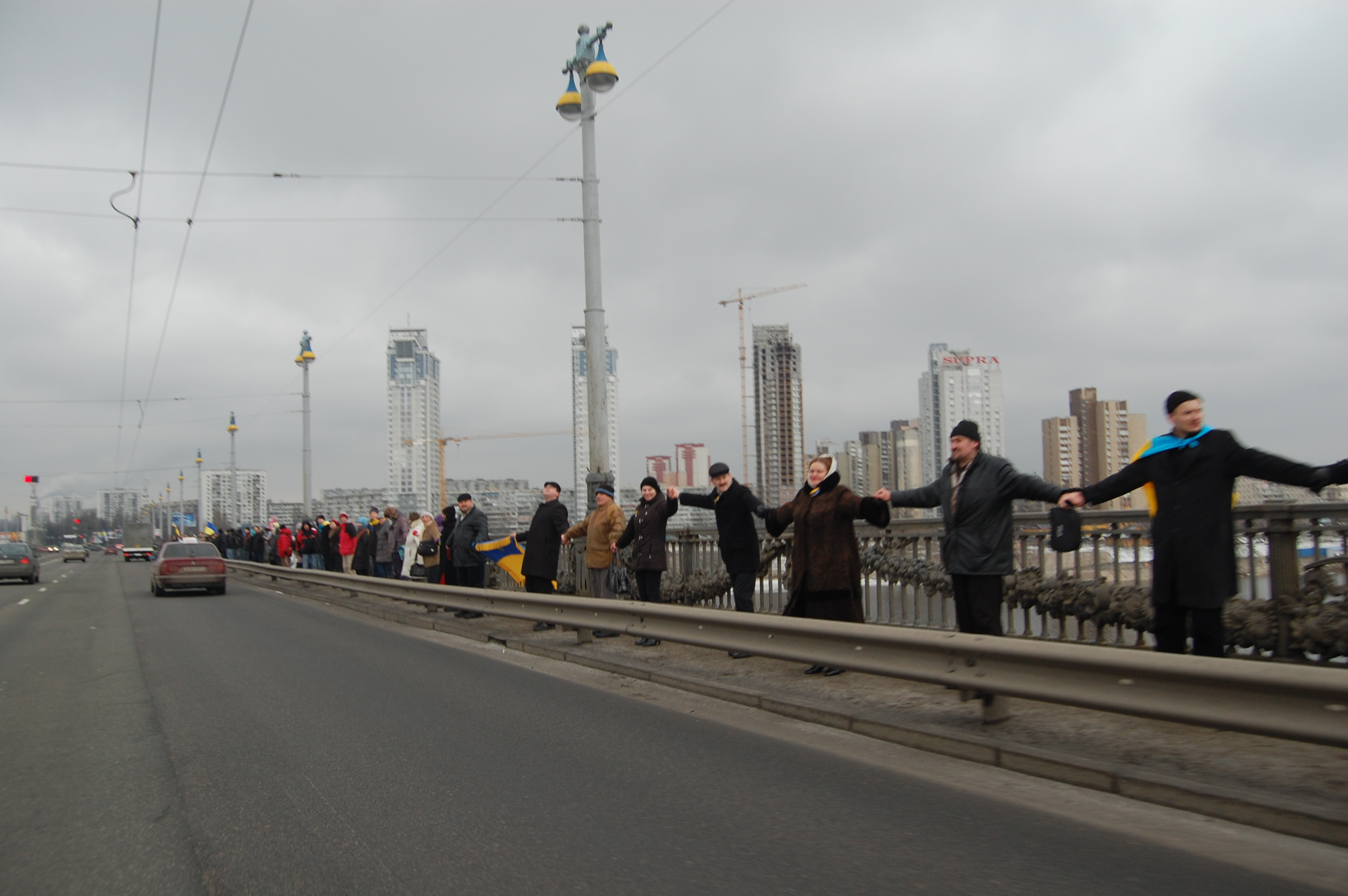
Живий ланцюг у День соборності України. 2011, Київ
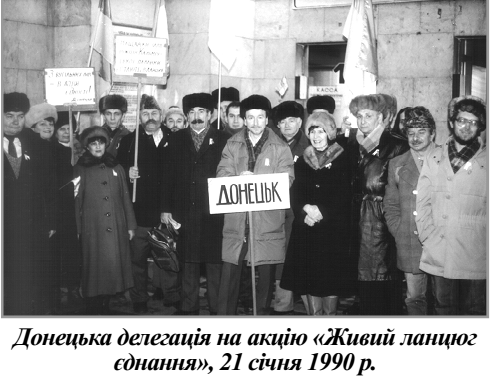
Донецька делегація  на акцію «Живий ланцюг єднання»,  21 січня 1990 р.